# It Is Time for a Love Revolution
It Is Time for a Love Revolution es el octavo álbum de estudio del cantante estadounidense de hard rock Lenny Kravitz, lanzado el 5 de febrero de 2008.

## Desempeño comercial
Debutó en la cuarta ubicación en el Billboard 200, llegando a vender cerca de las 73 000 copias en la primera semana y se convirtió en su primer Top 5 en los Estados Unidos desde su Greatest Hits del 2000. Fue certificado por varios países, en Alemania obtuvo el oro por más de 100 000 copias.

## Canciones
| LP original |                               |         |          |  |
| N.º         | Título                        | Música  | Duración |  |
| 1.          | «Love Revolution»             | Kravitz | 3:14     |  |
| 2.          | «Bring It On»                 | Kravitz | 3:35     |  |
| 3.          | «Good Morning»                | Kravitz | 4:17     |  |
| 4.          | «Love Love Love»              | Kravitz | 3:21     |  |
| 5.          | «If You Want It»              | Kravitz | 5:08     |  |
| 6.          | «I'll Be Waiting»             | Kravitz | 4:19     |  |
| 7.          | «Will You Marry Me»           | Kravitz | 3:43     |  |
| 8.          | «I Love the Rain»             | Kravitz | 4:43     |  |
| 9.          | «A Long and Sad Goodbye»      | Kravitz | 5:58     |  |
| 10.         | «Dancin' Til Dawn»            | Kravitz | 5:09     |  |
| 11.         | «This Moment Is All There Is» | Kravitz | 5:07     |  |
| 12.         | «A New Door»                  | Kravitz | 4:38     |  |
| 13.         | «Back in Vietnam»             | Kravitz | 3:45     |  |
| 14.         | «I Want to Go Home»           | Kravitz | 5:04     |  |
| 59:61       |                               |         |          |  |

## Créditos
Todos los créditos del álbum.
- Lenny Kravitz - Producción, voz
- Darrett Adkins — Violonchelo
- Tawatha Agee — Voz
- Álex Álvarez — Ingeniero
- Michael Block	— Violonchelo
- David Bowlin — Violín
- Tony Breit — Bajo
- Kenji Bunch — Viola
- Robert Carlisle — Corno
- Cornelius Dufallo — Violín
- Elizabeth Lim Dutton — Violín
- Edison String Group —	Cadena de música
- Chris Gross —	Violonchelo
- Cal Harris, Jr. — Asistente de ingeniería
- David Hindley — Fotografía
- Amy Kauffman — Violín
- Katie Kresek — Violín
- Conway Kuo — Violín
- Denine LaBat — Coordinador
- Tony Lemans —	Compositor
- Tony Lowe — Asistente de ingeniería
- Kurt Nikkanen — Violín
- Lenny Pickett — Saxofón
- Stewart Rose — Palmas
- Craig Ross — Guitarra
- Dov Scheindlin — Viola
- Anoushka Shankar — Sitar
- Antoine Silverman — Violín
- Cyrille Taillandier — Asistente de ingeniería
- Chris Theis —	Asistente de ingeniería
- Liuh-Wen Ting — Viola
- Henry Hirsch — Ingeniero
- Ted Jensen — Masterización